# Лихолат Юрій Васильович
Юрій Васильович Лихолат (нар. 29 січня, 1959, с. Мишурин Ріг, Верхньодніпровський район, Дніпропетровська область) — український біолог, еколог, фізіолог рослин, агроном. Доктор біологічних наук, професор. Академік Академії наук вищої школи України з 2017 року за аграрним науковим відділенням. 

## Біографія
Юрій Лихолат народився 29 січня 1959 року в селі Мишурин Ріг Верхньодніпровського району Дніпропетровської області у сім’ї вчителя.
Вищу освіту здобув у Дніпропетровському державному університеті і отримав кваліфікацію «Біолог. Викладач біології та хімії».
Діяльність Лихолат розпочав агрономом у 1981 році в радгоспі «Декоративні культури» Дніпропетровська. З 1983 до 1986 року Юрій Лихолат — аспірант кафедри фізіології рослин та екології ДДУ. Кандидатську дисертацію за спеціальністю «Екологія» захистив у 1986 році. З 1986 року —  асистент, а з 1990 року — доцент кафедри фізіології рослин ДДУ. У 1992-2000 роках виконував обов’язки заступника декана заочного факультету та заступника директора інституту біології із заочної форми навчання. Доктор біологічних наук за спеціальністю «Екологія» — з 2003 року, професор – з 2005 року. З січня 2004 року — завідувач кафедри фізіології рослин та екології, а з грудня 2009 року й до тепер — завідувач кафедри фізіології та інтродукції рослин Дніпровського національного університету.

## Наукова діяльність
Є автором і співавтором понад 620 науково-методичних праць. Серед них 8 монографій (дві видані за кордоном), 21 публікація у виданнях Scopus, 23 — Web of Science, 3 підручники, 11 навчально-методичних посібників з яких 3 з грифом МОН України, 18 навчально-методичних розробок, 5 методичних рекомендацій для виробництва.
Лихолат викладає нормативні курси:
- «Фізіологія адаптацій рослин»;
- «Екофізіологія»;
- «Екологія»;
- «Газонознавство»;
- «Методологія та організація наукових досліджень».

Здійснює керівництво науковою роботою магістрів, аспірантів, докторантів. Під його керівництвом захищені 2 докторські та 2 кандидатські дисертації.
Дійсний член Міжнародної академії біоенерготехнологій (2007). Член Українського товариства фізіологів рослин (1995), Голова Дніпровського товариства фізіологів рослин (2005). Член Українського ботанічного товариства (1990).
Членство у редколегіях: «Питання степового лісознавства та лісової рекультивації земель» (2010), «Наукові доповіді НУБІП України» (2017), «Biosystems Diversity» (2016), «Regulatory Mechanisms in Biosystems». Заступник голови спеціалізованої вченої ради із захисту докторських (кандидатських) дисертацій ДНУ. Експерт Наукової ради МОН, секція «Наукові проблеми сільського, лісового і садово-паркового господарства, ветеринарії» з 2015 року. Експерт Національного фонду досліджень України з 2020 року.

## Нагороди
- Нагороджений грамотами та подяками МОН України, Дніпровського національного університету імені Олеся Гончара, Донецького національного університету імені Василя Стуса;
- Почесний знак ЦК ДОСААФ (1986);
- За вірну службу ДНУ (2013);
- 25 років АН ВШ України (2017);
- За заслуги перед містом (2019);
- Почесна грамота АН вищої школи України (2019)